# Charles François Beautemps-Beaupré
Charles François Beautemps-Beaupré (Neuville-au-Port, Marne, 6. kolovoza 1766. – Pariz, 16. ožujka 1854.) bio je francuski hidrograf i kartograf. 

## Životopis
Hidrografskim inženjerom Hidrografskog mornaričkog instituta u Parizu imenovan je 1785. Uočio je da su pravila prema kojima se izrađuju pomorske karte netočna, jer su se crtale prema podacima iz brodskih dnevnika i prema smjerovima i opažanjima pomoraca. Da bi usavršio metodu za izradu pomorskih karata ukrcao se 1791. na brod La Recherche koji je išao u potragu za nestalom ekspedicijom La Pérousea u zapadnom Pacifiku. Na tom je putovanju astronomskim i geodetskim opažanjima određivao pojedine položaje, određivao koordinate točaka geodetske hidrografske izmjere novom matematičkom metodom te radio geofizička mjerenja. Nizozemci su ga 1793. internirali u Surabaji, a poslije su ga zadržali Englezi u južnoj Africi. Godine 1796. vratio se u Pariz na prijašnju dužnost, a 1804. postao je zamjenik direktora Hidrografskog mornaričkog instituta. U razdoblju od 1799. do 1805. izvodio je mjerenja na području ušća Rajne u vezi s Napoleonovom namjerom da tamo izgradi ratnu luku. Na nalog Napoleona 1806. u svojstvu zamjenika direktora Hidrografskog mornaričkog instituta, a uz pomoć Ticiana, poručnika linijskog broda, izveo je hidrografska mjerenja obale i luka Jadranskog mora, odnosno Mletačkog zaljeva. Kao rezultat mjerenja nastao je glasoviti rukopisni pomorski atlas Reconnaissance hydrographique des ports du Royaume d'Italie… (Hidrografski prikaz luka Kraljevstva Italije…). Atlas su pod vodstvom talijanskog ministra rata, generala Caffarellija, kartografski oblikovali talijanski kartografi Birasco i Ekerlin iz Deposito generale della guerra. Taj atlas neki nazivaju Beautemps-Beaupréov atlas istočne obale Jadrana, jer je izrađen na osnovi podataka hidrografske izmjere koju su na Jadranu proveli francuski hidrografi u proljeće i ljeto 1806. pod zapovjedništvom hidrografa Beautemps-Beaupréa, a neki Napoleonov atlas istočne obale Jadrana, jer postoje ozbiljne indikacije da je bio izrađen posebno za Napoleona. Za taj se atlas dugo nije znalo, jer se ne spominje u svjetskoj literaturi, u katalozima, znanstvenim radovima, a ni u enciklopedijama. Otkrio ga je 1978. splitski kolekcionar starih karata T. Radman u antikvarijatu Weinreb & Douwma Ltd. u Londonu. Uz atlas je priložen i Beautemps-Beaupréov izvještaj koji je napisan u Parizu u srpnju 1807, a ima 65 stranica kaligrafski ispisanog teksta, dopunjuje atlas i s njim čini cjelinu. U uvodnom dijelu izvještaja navedeni su nedostaci prijašnjih pomorskih karata, zatim su opisane ondašnje prilike i situacija na Jadranu, a nakon toga je detaljan opis svake luke prikazane u atlasu. Potpisali su ga vlastoručno Beautemps-Beaupré i ministar Caffarelli. Atlas je zajedno s originalnim izvještajem kupila Nacionalna i sveučilišna knjižnica u Zagrebu 1979. U atlasu se nalazi 17 listova, od kojih 15 pomorskih planova i karata i dva lista krajolika, od Pirana do Splita. Planovi, karte i slike krajolika su originali, ručno nacrtani tušem i vodenim bojama na akvarel papiru ručne izrade. Atlas sadrži plan sidrišta Pirana, lučki plan Umaga, lučki plan Mirne, lučki plan Poreča, plan Limskog kanala, lučki plan Pule, lučki plan Verude, kartu istarske obale od rta Barbarige do rta Bumbišta, tri siluete krajolika rta Mužilja (Brankorasa) i ulaza u pulsku luku, lučki plan Zadra, kartu Pašmanskog tjesnaca, četiri siluete krajolika Pašmanskog tjesnaca, lučki plan Šibenika, kartu ulaza u šibensku luku, lučki plan Rogoznice, kartu prilaza Šibeniku i Rogoznici, lučki plan Splita. Nakon provedene hidrografske izmjere u Jadranskom moru 1806. pod vodstvom Beautemps-Beaupréa, osim spomenutog atlasa 1807. izrađena je karta Dalmacije koju je čuvao Napoleon. Za izradu te karte mjernici su se služili postojećim kartama, tako da su karte prvo smanjene u isto mjerilo 1:100 000 i dopunjene astronomskim podacima i opažanjima za gradove Zadar, Split i Dubrovnik. Poznata je pod nazivom Napoleonova karta Dalmacije. Ta je karta uništena 1812, ali je Ratni ured u Francuskoj posjedovao stare skice i crteže karata prema kojima je nacrtana druga karta Dalmacije, koja je bila slična prethodnoj. Karta se čuva u Archives des cartes Ministere de la guerre, Dépôt de la guerre. Sastoji se od 13 listova: južni dio Kvarnera s Velebitskim i Zadarskim kanalom; Triplex Confinium, granica Dalmacije, austrijskog i Osmanskog Carstva; Dugi otok, Pašman i Kornati; Primorje i zaleđe Šibenika; zaleđe Splita s granicama Dalmacije i Osmanskog Carstva; otoci Šolta, Drvenik i Vis; splitsko i makarsko primorje; donji tok Neretve; Korčula i Lastovo; područje Dubrovačke Republike s Pelješcem i Mljetom i dr. Po povratku u Francusku, Beautemps-Beaupré proveo je izmjeru obale između Rajne i Labe, a od 1816. do 1838. obale Francuske. Godine 1848. umirovljen je u 82. godini života. Tijekom 63 godine plodnog rada utemeljio je načela precizne hidrografije i odgojio generacije inženjera, zato su ga Francuzi i Englezi nazvali "ocem hidrografije". Prvi je primijenio geometrijska pravila perspektive. Osim atlasa objavio je i zbirke od nekoliko stotina pomorskih karata pod nazivom Pilote Française i Nouveau Neptune. Bio je član Francuske akademije znanosti.

## Djela
- Neptun des Cartes Orientales et du Grand Archipel d'Asie. 1792-93.
- Atlas de la Mer Baltique. Oko 1796.
- Reconnoissance Hidrographique des Ports du Royaume d'Italie situés sur les cotes du Golphe de Venise. Pariz 1806.
- Atlas du Voyage de Bruny - d'Enterecasteaux. 1807.
- Pilote Français. 1822. (1844).
- Nouveau Neptune.

## Vanjske poveznice
- Beautemps-Beaupré, Charles François Hrvatska tehnička enciklopedija, portal hrvatske tehničke baštine. LZMK